# Прокопович, Вячеслав Константинович
Вячеслав Константинович Прокопович (укр. В’ячеслав Костянтинович Прокопович; 10 июня 1881, Киев, Российская империя — 7 июня 1942, Бесанкур, близ Парижа) — украинский политический деятель, историк. Председатель Совета министров Украинской народной республики (УНР) с мая по октябрь 1920.

## Преподаватель и политик
Родился в семье священника, потомок старинного казацкого рода из Чигиринского уезда Киевской губернии. Окончил историко-филологический факультет Киевского университета. Преподавал историю в гимназии, был уволен за украинофильские настроения с запрещением работать в государственных учебных заведениях. Стал преподавателем частных гимназий, работал научным библиотекарем в Киевском городском музее.
С 1905 был членом Украинской радикально-демократической партии, с 1908 — Товарищества украинских поступовцев (ТУП). В 1911—1914 под псевдонимом С. Волох редактировал педагогический журнал «Світло», печатался в украинской прессе, в том числе в газетах «Рада» и «Боротьба».
После Февральской революции, с марта 1917 — гласный Киевской губернской земской управы и член Киевского губернского исполнительного комитета Совета объединённых общественных организаций. На съезде ТУП был избран членом Временного союза украинских автономистов-федералистов. Участвовал в работе Всеукраинского национального конгресса, где был избран в состав Центральной рады, входил в состав Малой рады. С июня 1917 — член центрального комитета Украинской партии социалистов-федералистов (УПСФ).

## Государственный деятель УНР
В январе — апреле 1918 — министр народного образования в правительстве Всеволода Голубовича, активный сторонник «украинизации» школы. 27 апреля вместе с другими министрами — членами УПСФ — подал в отставку из-за несогласия с деятельностью левого большинства правительства. В то же время отказался работать и в правительстве, сформированном после прихода к власти гетмана Павла Скоропадского. Вернулся к педагогической деятельности, одновременно, в мае — октябре 1918 работал в составе возглавляемой Сергеем Шелухиным политической комиссии Украинской мирной делегации на переговорах с РСФСР, в президиуме Всеукраинского земского союза.
После свержения режима Скоропадского был одним из руководителей дипломатической миссии УНР в Польше. В январе 1919 — апреле 1920 руководил дипломатическим представительством в Королевстве сербов, хорватов и словенцев.

### Председатель Совета министров
26 мая 1920 возглавил правительство УНР. Стал премьером в трудной политической ситуации, когда армия УНР и значительная часть украинских политиков выражали недовольство условиями военно-политического союза с Польшей, заключённого в апреле 1920. Тогда правительство УНР согласилось на присоединение к Польше Восточной Галиции, Западной Волыни и части Полесья и переход украинской армии под польское командование в обмен на признание независимости Украины.
23 июня из правительства Прокоповича вышли социал-демократы, оставшиеся в меньшинстве при решении вопроса о возможности продажи государственных, городских и других национализированных земель для пополнения бюджета УНР (это решение приняло правое большинство правительства). После отступления польских войск с территории Украины в июле 1920 правительство Прокоповича эвакуировалось в Тарнов, под Краков.
Осенью 1920 правительство Прокоповича приняло «Постановление о ведении переговоров с правительством генерала Врангеля» на условиях признания правительством Юга России самостоятельности УНР и её нынешнего правительства. Сама возможность союза с белыми вызвала недовольство со стороны левой части украинских политиков и руководства армии УНР. 12 октября 1920 Польша подписала с РСФСР и УССР «Договор о перемирии и прелиминарных условиях мира», согласно которому запрещалось нахождение «на территории Польши правительств, организаций и войск, враждебных Советской России». Таким образом, руководство УНР оказалось в дипломатической изоляции. 14 октября глава Директории УНР Симон Петлюра удовлетворил прошение Прокоповича об отставке.

## Эмигрант

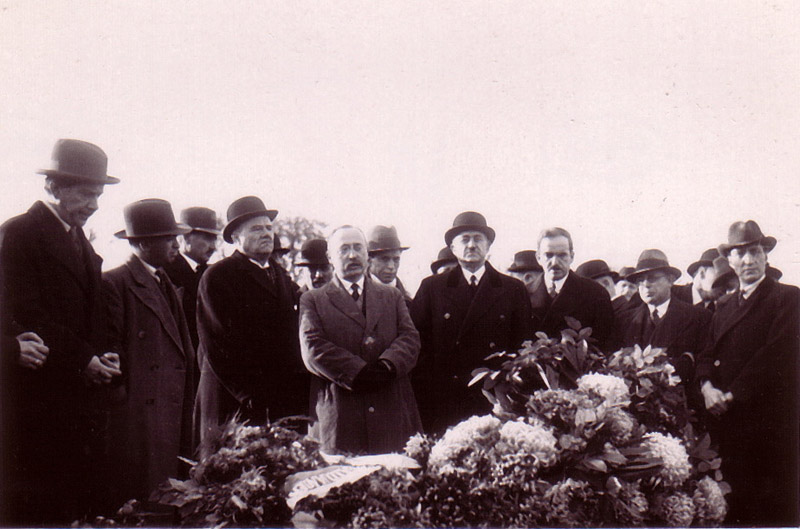
Вячеслав Прокопович выступает на похоронах азербайджанского общественно-политического деятеля Али-Мардан-бека Топчибаши. Париж, 1934 год

В 1921 Вячеслав Прокопович был министром образования в эмигрантском правительстве УНР Андрея Ливицкого, затем жил в лагерях для интернированных лиц в Польше. В эмиграции стал одним из ближайших сподвижников Петлюры, в 1924 переехал вместе с ним в Париж, сопровождал его во время в Венгрию, Австрию, Швейцарию, а также по Франции. В 1925 содействовал созданию в Праге Украинского академического комитета. В 1925—1940 — редактор журнала «Тризуб». После убийства в 1926 Петлюры стал председателем эмигрантского правительства (1926—1939). В 1927 году, один из создателей Украинской библиотеки имени Симона Петлюры. В октябре 1939 — мае 1940 — заместитель председателя Директории и головного атамана УНР.
Автор работ по истории Киева и сфрагистике. Публиковался в «Записках Научного товарищества им. Шевченко», в газетах «Тризуб», «Наше прошлое» и других. Автор трудов «Сфрагистические анекдоты» (1938), «Сфрагистические этюды» (1954), «Под золотой хоругвью» (1943; о последних годах магдебургского права в Киеве), «Завещание Орлика» («Тризуб», сентябрь 1939).
В романе Юлиана Семёнова «Третья карта» Прокопович является одним из эпизодических персонажей. Автор упоминает о его отказе сотрудничать с нацистами в 1941:

Марионеткой быть не умею, я Прокопович, а не Лаваль.

## Память о Прокоповиче
В 2006 Национальный банк Украины выпустил монету номиналом 2 гривны с портретом Прокоповича.